# The Black Scorpion (film)
The Black Scorpion is een Amerikaanse horrorfilm uit 1957, uitgebracht door Warner Brothers. De regie was in handen van Edward Ludwig.

## Verhaal
Een aardbeving treft Mexico. Door de beving ontstaat een nieuwe vulkaan. Geoloog Dr. Hank Scott en zijn partner Dr. Arturo Ramos worden naar Mexico gestuurd om deze nieuwe vulkaan te bestuderen. Onderweg naar het plaatsje San Lorenzo vinden ze een vernield huis en een eveneens verwoeste politiewagen. Niet lang daarna vinden ze het dode lichaam van een politieagent, met daarnaast een baby.
Ze brengen de baby naar San Lorenzo en geven hem aan vrienden van zijn vermiste ouders. Ze worden verwelkomd door de lokale priester Delgado. Er blijken in de omgeving meer mensen te zijn vermist, en hun huizen vernield. Daarnaast vinden er grote slachtingen plaats onder het vee. De dorpelingen denken dat dit het werk is van een demonische stier, en vragen de priester dan ook om advies. Hank en Arturo geloven deze verhalen niet, en beginnen met hun onderzoek onder leiding van burgemeester Cosio. Hank ontmoet de lokale rancheigenaresse Teresa Alvarez, op wie hij meteen verliefd wordt.
De vulkaan barst opnieuw uit, en uit de vulkaan komen twee monsterlijke prehistorische schorpioenen gekropen. Zij zijn de ware daders achter alle vernielingen en vermissingen. De beesten richten hun aandacht op San Lorenzo. Nadat ze de hele nacht het plaatsje hebben geteisterd keren ze terug naar hun ondergrondse hol. De autoriteiten zoeken hulp bij de entomoloog Dr. Velasco. Hij, Hank en Arturo moeten een manier vinden om de schorpioenen te vernietigen, of anders hun hol af te sluiten zodat ze geen gevaar meer vormen.
Ondanks dat ze de ingang van de grot laten instorten, slagen de schorpioenen er toch in hun hol te verlaten. De schorpioenen doden enkele dorpelingen voordat ze onderling beginnen te vechten. De grootste schorpioen wint en doodt de andere. Daarna vertrekt hij naar Mexico-Stad. Hank en Arturo komen met het plan hem een stadion in te lokken waar het leger klaar staat met tanks en helikopters.
Met behulp van een vrachtwagen vol vlees lokken ze de schorpioen naar het stadion. De wapens van het leger blijken echter machteloos tegen het monster. Uiteindelijk is het Hank die de schorpioen doodt met een elektrische schok via een kabel.

## Rolverdeling
| Acteur              | Personage        |
| ------------------- | ---------------- |
| Richard Denning     | Dr. Hank Scott   |
| Mara Corday         | Teresa Alvarez   |
| Carlos Rivas        | Dr. Arturo Ramos |
| Mario Navarro       | Juanito          |
| Carlos Múzquiz      | Dr. Velasco      |
| Pascual García Peña | Dr. Delacruz     |
| Pedro Galván        | Father Delgado   |
| Arturo Martínez     | Major Cosio      |
| Fanny Schiller      | Florentina       |

## Achtergrond
De special effects in de film werden gedaan middels stop-motion, uitgevoerd door Willis O'Brien. Hij liet zich sterk inspireren door voorgaande films waarin deze techniek werd toegepast. De modellen voor de enorme spinnen en wormen in het hol van de schorpioen werden al eerder gebruikt voor de film King Kong.
Veel van de scènes waarin de schorpioenen de stad aanvallen werden gefilmd met poppen. De producers waren al grotendeels door het budget heen toen deze scènes werden gefilmd.
De film werd bespot in de televisieserie Mystery Science Theater 3000.